# Union Edelweiß Linz
Union Edelweiss Linz ist ein Sportverein aus dem Linzer Stadtteil Neue Heimat. Der Verein betreibt das vereinseigene Edelweiss-Stadion mit 2000 Plätzen.

## Handball
Erfolge National
- 4 × Österreichischer Meister (u. a. 1969/70)
- 1 × Meister der Staatsliga B
- 2 × Meister der Bundesliga West
- 1 × Meister der Regionalliga West
- 13 × Meister der Oberösterreichischen Landesliga
- 4 × Oberösterreichischer Cupsieger

Erfolge International
Union Edelweiß nahm insgesamt drei Mal an europäischen Pokalwettbewerben teil.
In den Spielzeiten 1968 und 1970 hat der Verein als nationaler Meister am IHF-Feldhandball-Europapokal teilgenommen. 1968 wurde dieses Turnier von Union Edelweiß Linz ausgerichtet.
In der Spielzeit 1970/71 nahm der Verein am Europapokal der Landesmeister teil.

## Fußball
Der Verein spielt seit 2011 in der OÖ Liga. In der Saison 2013/14 stand der Verein im Finale des Baunti-Cups und unterlag dort dem SV Grün-Weiß Micheldorf. Im Jahr 2019 holte man sich dann endlich diese Trophäe. Am 13. Mai 2019 gewann die Mannschaft unter dem damaligen Trainer Andreas Gahleitner den Landescup durch einen 4:0-Sieg gegen den SC Schwanenstadt. Das Finale wurde in der Welser Huber Arena gespielt. Dieser Erfolg ermöglichte Union Edelweiss Linz auch die erstmalige Teilnahme am Österreichischen Fußballcup. In der ersten Cuprunde am 20. Juli 2019 spielte man gegen den Bundesliga-Club FC Flyeralarm Admira. Nach einer 0:5-Niederlage war dieses Kapitel aber auch wieder schnell erledigt. Dennoch war es der größte Erfolg der Sektion Fußball in der Vereinsgeschichte.
Spieler
- Simon Abraham
- Christian Stumpf
- Luka Sučić